# Conradini
Conradinii au reprezentat o dinastie a conților și ducilor de Franconia în intervalul dintre secolul al IX-lea și al XI-lea, denumirea provenind de la ducele Conrad "cel Bătrân" de Thuringia și fiul său Conrad I al Germaniei.

## Istoricul
Familia este pentru prima dată menționată în 832, prin contele Gebhard în regiunea cursului inferior al râului Lahn. Fiii acestuia sunt menționați în 861 ca propinqui ai seneșalului Adalard, care servise sub împăratul Ludovic cel Pios. Însă clanul a devenit cunoscut abia odată cu Oda, soția împăratului Arnulf de Carintia, care aparținea acestei familii. În baza legăturii sale familiale cu Oda, Conrad "cel Bătrân" a fost adeseori numit ca nepos al împăratului. Conrad și frații săi erau într-adevăr rude apropiate ale lui Arnulf, care s-a bucurat de sprijinul lor total în disputele cu conții de Babenberg. Arnulf i-a recompensat prin acordarea de sprijin în obținerea de teritorii, dincolo de feudele lor originale din Hessa, Thuringia și regiunile france de-a lungul râului Main.
După moartea lui Arnulf, Conradinii erau singurii care aveau legături de sânge cu noul rege, Ludovic Copilul, devenind astfel familia dominantă de pe cuprinsul Regatului Germaniei. Fratele lui Conrad, Gebhard a devenit astfel duce de Lorena în 903. În 906, Conrad cel Bătrân și fiul său, Conrad "cel Tânăr" i-au înfrânt categoric pe conții rivali din familia de Babenberg în bătălia de la Fritzlar, dobândind astfel supremația în Franconia. Conrad cel Bătrân a murit în luptă, însă fiul său a devenit duce de Franconia.
Cinci ani mai târziu, după moartea ultimului carolingian care a purtat coroana Franciei de Răsărit în 911, Conrad a fost ales rege sub numele de Conrad I, în locul regelui din Francia de apus, Carol "cel Simplu", punând astfel capăt domniei Carolingienilor în Francia Răsăriteană.
Regele Conrad I nu a avut copii. Eșuând total în încercarea e a asigura unitatea și ordinea în Imperiul german în fața rezistenței continue a ducilor de Suabia, Bavaria și Lorena, Conrad, aflat pe patul de moarte în decembrie 918, l-a convins pe fratele său Eberhard, margraf și ulterior duce de Franconia, să renunțe la pretențiile sale la coroană și să recomande nobililor franci alegerea puternicului duce de Saxonia, Henric "Păsărarul" ca rege, în ideea de a asigura unitatea în cadrul triburilor germane și prezervarea Imperiului. Eberhard a onorat această solicitare, iar Henric a fost de către "Reichstag"-ul de la Fritzlar în 919, sub numele de Henric I.
Prin aceasta, Conradinii au revenit la statutul de principi locali. Eberhard, noul duce de Franconia, a rămas loial noului rege Henric I, iar pentru o vreme (926-928) chiar a deținut Ducatul de Lorena unde a restaurat ordinea. Cu toate acestea, atunci când fiul lui Henric I, Otto I "cel Mare" a devenit rege și împărat, Eberhard, în mod neînțelept, s-a raliat ducelui Arnulf I "cel Rău" de Bavaria și lui Thankmar, fiul lui Henric din prima sa căsătorie, într-o rebeliune care s-a soldat cu înfrângerea răsculaților de către Otto și cu moartea lui Eberhard în bătălia de la Andernach din 939, ca și cu pierderea Ducatului de Franconia de către familia Conradinilor.
În 982, prin Conrad I familia a redobândit temporar stăpânirea asupra Ducatului de Suabia, pe care îl moșteniseră din 926 (sub Herman I, deținîndu-l până în 1012, când Herman al III-lea a fost înlocuit cu Ernest I, primul duce de Suabia din familia Babenberg. În 1036, ultimul conte din neamul Conradinilor a murit, astfel încât linia masculină a familiei s-a stins.

## Genealogia

### Linia veche a familiei
Gebhard de Lahngau (d. 879)
1. Udo, conte în Lahngau
  1. Conrad de Thuringia (d. 906)
    1. Conrad I al Germaniei (d. 918), duce de Franconia de la 906, ales rege al Germaniei din 911
    2. Eberhard (c. 885 – 939), duce de Franconia de la 918
    3. Otto (d. după 918), conte în Ruhrgau

  2. Eberhard (d. cca. 903), conte în Niederlahngau
    1. Conrad Kurzbold (d. 948), conte în Niederlahngau
    2. Gebhard (d. după 947), conte în Ufgau
    3. Eberhard (d. 944), conte în Bonngau
    4. o fiică, căsătorită cu Werner, conte în Nahegau, strămoș al dinastiei Saliene

  3. Gebhard de Lorena (d. 910)
    1. Herman I (d. 949), duce de Suabia
    2. Odo (d. 949), conte în Wetterau, căsătorit cu Cunigunda, fiica contelui Herbert I de Vermandois
      1. Heribert, conte în Wetterau (925–992)
        1. Ermentruda (972–1015), căsătorită cu contele Frederic de Luxemburg
        2. Otto de Hammerstein (975–1036), conte de Zutphen, căsătorit cu Ermengarda, fiica contelui Godfrey I de Verdun

  4. Rudolph (d. 908), episcop de Würzburg
2. Waldo, abate la abația Sfântul Maximin din Trier 868/879
3. Bertulf, arhiepiscop de Trier de la 869 la 883
4. Berengar (d. după 879), conte în Hessengau
  1. Oda, soția împăratului Arnulf de Carintia

### Linia nouă a familiei
Conrad I (d. 997)
1. Herman al II-lea de Suabia (d. 1003), căsătorit cu Gerberga, fiica regelui Conrad I de Burgundia
  1. Matilda (988–1032), căsătorită cu ducele Conrad I de Carintia, ulterior cu ducele Frederic al II-lea al Lorenei Superioare
  2. Gisela (989–1043), căsătorită prima dată cu contele Bruno I de Braunschweig, a doua oară cu Ernest I de Suabia, iar a treia oară cu împăratul Conrad al II-lea
  3. Beatrice (d. după 1025), căsătorită cu ducele Adalbero de Carintia
  4. Herman al III-lea de Suabia (d. 1012)
2. o fiică (?), măritată cu marele cneaz Vladimir I al Kievului